# كيونجاون
كيونجان (بالبورمية: ကျုံခဝန်််)‏ هي قرية في ميانمار، في ولاية كاين، في مقاطعة كوكاريك.